# (46442) Keithtritton
(46442) Keithtritton (2002 LK35) – planetoida z pasa głównego asteroid okrążająca Słońce w ciągu 5,77 lat w średniej odległości 3,22 au. Odkryta 12 czerwca 2002 roku.